# Chiesa di San Biagio a Mammiano
La chiesa di San Biagio a Mammiano si trova a Mammiano, piccolo borgo appartenente al comune di San Marcello Piteglio.

## Storia e descrizione
Presenta all'esterno visibili tracce del suo primitivo aspetto romanico, mentre l'interno è stato in massima parte ristrutturato durante il XIX secolo.
Fra i numerosi arredi di cui è proprietaria, un raro piviale broccato d'oro su fondo rosso il cui cappuccio reca un'immagine della Madonna della cintola della fine del Quattrocento. 
Nel paese ha sede anche una Compagnia, nata nel Seicento, dedicata a san Michele Arcangelo e Maria Maddalena, con cappella dotata di un bell'altare in pietra serena, dove vengono  officiate le celebrazioni eucaristiche, dove peraltro riposa il mecenate Lorenzo Pacini.